# Aporobopyrus pleopodatus
Aporobopyrus pleopodatus är en kräftdjursart som först beskrevs av M. Bourdon 1983.  Aporobopyrus pleopodatus ingår i släktet Aporobopyrus och familjen Bopyridae. Inga underarter finns listade i Catalogue of Life.